# Repubblica Socialista Sovietica Autonoma di Naxçıvan
La Repubblica Socialista Sovietica Autonoma di Naxçıvan (in azero Нахчыван Мухтар Совет Сосиалист Республикасы; in russo Нахичеванская Автономная Советская Социалистическая Республика?, Nachičevanskaja Avtonomnaja Sovetskaja Socialističeskaja Respublika), nota anche come RSSA di Naxçıvan (in azero Нахчыван МССР; in russo Нахичеванская АССР?), è stata una repubblica autonoma della RSS Azera all'interno dell'Unione Sovietica. Venne istituita il 16 marzo 1921 e divenne parte della RSS Azera il 9 febbraio 1924.
Negli anni quaranta, quando l'alfabeto azero venne sostituito da quello cirillico, la bandiera precedente venne sostituita da una bandiera rossa con scritto "Нахчыван МССР" in oro e una striscia blu scura lungo la fascia.

## Storia

### Prima guerra mondiale e rivoluzione
Nell'ultimo anno della prima guerra mondiale, Naxçıvan fu teatro di ulteriori spargimenti di sangue tra armeni e azeri, che rivendicarono entrambi il territorio. Nel 1914, la popolazione armena era leggermente diminuita al 40%, mentre quella azera era a circa il 60%. Dopo la rivoluzione di febbraio, la regione fu posta sotto l'autorità del comitato speciale transcaucasico del governo provvisorio russo e successivamente della Repubblica Federale Democratica Transcaucasica (RFDT). Quando quest'ultima venne sciolta nel maggio 1918, Naxçıvan, il Nagorno Karabakh, Zangezur (l'attuale provincia armena di Syunik ) e Qazax furono fortemente reclamati tra i nuovi stati della Prima Repubblica di Armenia e Azerbaigian. Nel giugno del 1918, la regione passò sotto l'occupazione dell'Impero ottomano, che continuò a compiere massacri contro gli armeni e a radere al suolo i loro villaggi. Con l'Armistizio di Mudros, gli ottomani accettarono di ritirare le loro truppe dalla Transcaucasia e cedere il territorio alle truppe britanniche.
Sotto l'occupazione britannica, Sir Oliver Wardrop, commissario capo del Caucaso meridionale, per cercare di risolvere il conflitto tra azeri e armeni, fece una proposta riguardante le frontiere: secondo Wardrop, le rivendicazioni armene contro l'Azerbaigian non avrebbero dovuto superare i confini amministrativi dell'ex Governatorato di Erivan (che sotto il precedente dominio russo imperiale comprendeva Naxçıvan), mentre l'Azerbaigian doveva limitarsi ai governatorati di Baku ed Elizavetpol'. Questa proposta venne respinta sia dagli armeni (che non volevano rinunciare alle loro pretese su Qazax, Zangezur e Karabakh) sia dagli azeri (che ritenevano inaccettabile la rinuncia a Naxçıvan). Mentre le controversie tra i due paesi continuavano, divenne presto evidente che la fragile pace sotto l'occupazione britannica non sarebbe durata a lungo.
Nel dicembre 1918, con il sostegno del Partito Musavat dell'Azerbaigian, lo statista Cəfərqulu xan Naxçıvanski dichiarò la Repubblica di Aras nello uezd di Naxçıvan dell'ex Governatorato di Erivan, precedentemente assegnato all'Armenia da Wardrop. Il governo armeno non riconobbe il nuovo stato e inviò le sue truppe nella regione per prenderne il controllo. Il conflitto presto esplose nella violenta guerra di Aras. La giornalista britannica C. E. Bechhofer descrisse così la situazione nell'aprile 1920: 
Nella metà di giugno 1919, tuttavia, l'Armenia riuscì a stabilire il proprio controllo su Naxçıvan e sull'intero territorio dell'autoproclamata repubblica. La caduta della Repubblica di Aras provocò un'invasione da parte dell'esercito regolare azero e alla fine di luglio le truppe armene furono costrette a lasciare la città agli azeri. Ancora una volta, sono scoppiate altre violenze che hanno causato la morte di circa diecimila armeni e la distruzione di quarantacinque villaggi armeni. Nel frattempo, considerando la situazione sostenibile e l'incapacità di controllare l'area, i britannici decisero di ritirarsi dalla regione a metà del 1919. Tuttavia, i combattimenti tra armeni e azeri continuarono e dopo una serie di schermaglie avvenute in tutto il distretto di Naxçıvan, venne firmato un cessate il fuoco. La tregua durò poco e all'inizio del marzo 1920 scoppiarono altri combattimenti, principalmente nel Karabakh tra gli armeni locali e l'esercito regolare dell'Azerbaigian. Ciò scatenò conflitti anche in altre aree con popolazioni miste, tra cui Naxçıvan. 

### Sovietizzazione
Nel luglio 1920, l'11ª Armata Rossa Sovietica invase e occupò la regione e il 28 luglio dichiarò la Repubblica Socialista Sovietica Autonoma di Naxçıvan con "stretti legami" con la RSS Azera. A novembre, sul punto di impadronirsi dell'Armenia, i bolscevichi, al fine di attrarre il consenso pubblico, promisero di assegnare Naxçıvan all'Armenia, insieme al Karabakh e al Zangezur. Ciò avvenne quando Nariman Narimanov, leader dell'Azerbaigian bolscevico, emise una dichiarazione dove venne celebrata la "vittoria del potere sovietico in Armenia", proclamando che sia Naxçıvan sia lo Zangezur avrebbero dovuto essere assegnati al popolo armeno come segno del sostegno del popolo azero alla lotta degli armeni contro l'ex governo della Prima Repubblica di Armenia:
Lenin, pur accogliendo con favore questo atto di "grande fraternità sovietica" in cui "i confini non avevano alcun significato tra la famiglia dei popoli sovietici", non fu d'accordo con la mozione e chiese invece di consultare il popolo di Naxçıvan tramite un referendum. Secondo le figure formali di questo referendum, tenutosi all'inizio del 1921, il 90% della popolazione di Naxçıvan voleva essere inclusa nella RSS dell'Azerbaigian "con i diritti di una repubblica autonoma". La decisione di far diventare Naxçıvan una parte dell'Azerbaijan venne stabilita il 16 marzo 1921 con il Trattato di Mosca tra la Russia bolscevica e la Turchia. L'accordo tra i due paesi prevedeva anche l'annessione dell'ex uezd di Şərur-Daralagez (a maggioranza azera) a Naxçıvan, permettendo così alla Turchia di possedere un confine con la RSS dell'Azerbaigian. Questo accordo venne confermato il 23 ottobre nel trattato di Kars, dove l'articolo V stabilì:
Così, il 16 marzo 1921 venne istituita la Repubblica Socialista Sovietica Autonoma di Naxçıvan. Il 9 febbraio 1924 l'Unione Sovietica pose ufficialmente la RSSA di Naxçıvan sotto la giurisdizione della RSS Azera, e la costituzione di Naxçıvan venne adottata il 18 aprile 1926.

### La RSSA di Naxçıvan in Unione Sovietica

Mappa politica del Caucaso sovietico, 1957-1991

Essendo una repubblica costituente dell'URSS, le tensioni etniche e territoriali locali diminuirono e Naxçıvan divenne un centro importante per la produzione industriale, con un'enfasi particolare sull'estrazione di minerali come il sale. Sotto il dominio sovietico, Naxçıvan costituiva un importante nodo della linea ferroviaria Mosca – Teheran e Baku - Erevan. La RSSA servì anche come importante area strategica durante la guerra fredda, essendo confinante con la Turchia (membro della NATO) e la Persia della dinastia Pahlavi (importante alleato dell'Occidente fino alla Rivoluzione iraniana del 1979). 
Durante il regime sovietico, le strutture e i servizi migliorarono; l'istruzione e la sanità pubblica videro in particolare dei cambiamenti significativi: nel 1913, Naxçıvan aveva solo due ospedali con un totale di 20 posti letto e la regione era afflitta da malattie diffuse come tracoma e febbre tifoide. La malaria, proveniente principalmente dall'adiacente fiume Aras, aveva arrecato gravi danni alla regione: tra il 70% e l'85% della popolazione di Naxçıvan era infettata dalla malaria e nella regione di Noraşen (attuale Şərur) quasi il 100% dei cittadini fu colpito dalla malattia. Con il regime sovietico, la malaria è stata fortemente limitata e il tracoma, il tifo e la febbre ricorrente sono stati completamente eliminati.

Durante l'era sovietica, Naxçıvan vide un significativo cambiamento demografico: la popolazione armena era gradualmente diminuita con le emigrazioni verso la RSS Armena. Nel 1926, il 15% della popolazione della regione era armena, ma nel 1979 la percentuale si ridusse all'1,4%. La popolazione azera, nel frattempo, era aumentata sostanzialmente sia grazie ad un tasso di natalità più elevato sia con l'immigrazione dall'Armenia (passando dall'85% nel 1926 al 96% nel 1979). 

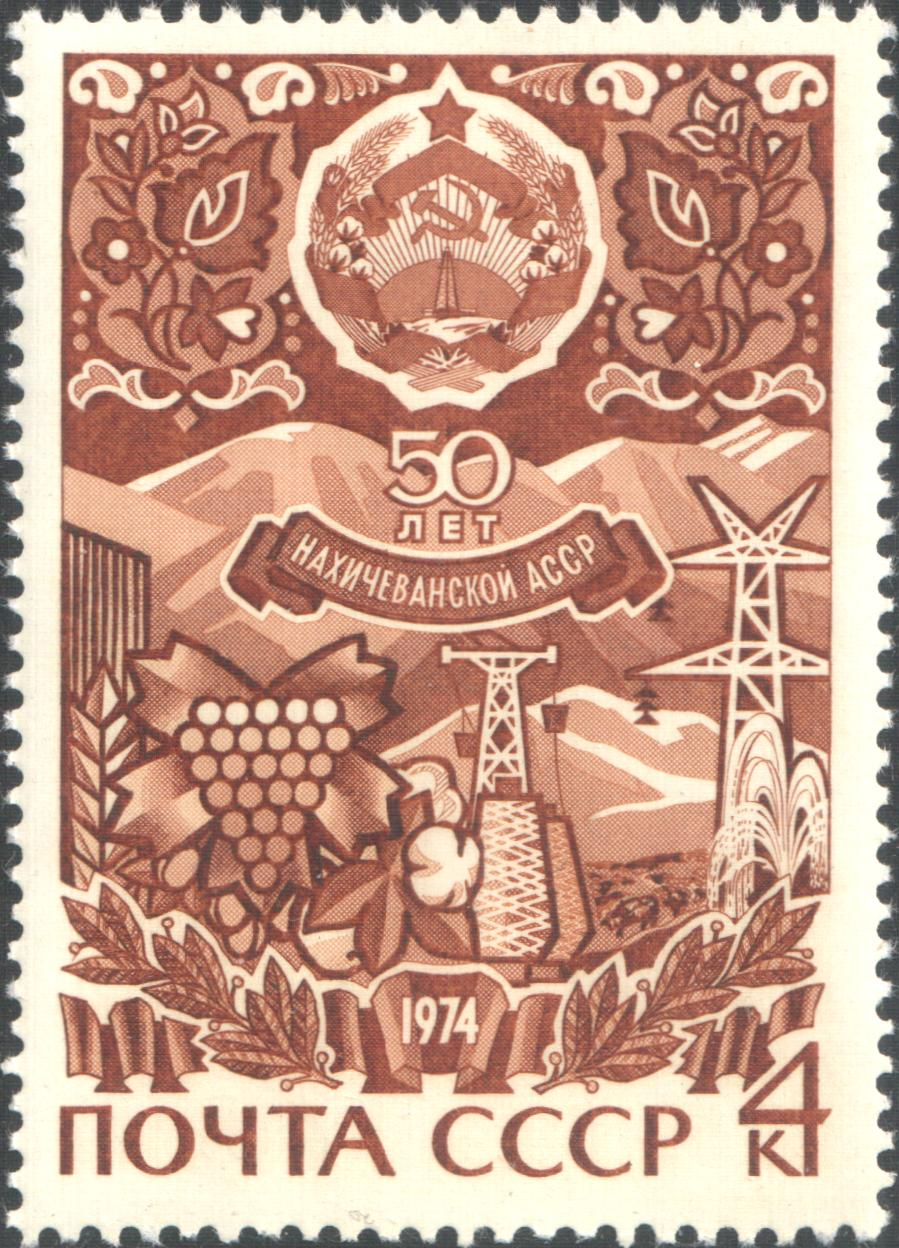
Francobollo sovietico dedicato ai 50 anni della RSSA di Naxçıvan, 1974.

Gli armeni del Nagorno Karabakh ebbero degli andamenti demografici ma più lenti e temettero l'eventuale "de-armenianizzazione" della regione. Quando le tensioni tra armeni e azeri furono riaccese alla fine degli anni ottanta dal conflitto del Nagorno Karabakh, il Fronte Popolare dell'Azerbaigian riuscì a fare pressione sulla RSS Azera imponesse un parziale blocco ferroviario e aereo contro l'Armenia, mentre un'altra causa dell'interruzione del collegamento ferroviario con l'Armenia fu costituita dagli attacchi delle forze armene contro i treni che entravano dall'Azerbaigian, provocando il rifiuto del personale ferroviario di entrare in Armenia. Ciò riuscì a paralizzare l'economia armena, poiché l'85% del carico arrivava attraverso il traffico ferroviario. In risposta, l'Armenia chiuse la ferrovia per Naxçıvan, eliminando così l'unico collegamento dell'exclave con il resto dell'Unione Sovietica. 
Nel dicembre 1989 si verificarono ulteriori disordini a Naxçıvan, mentre i suoi abitanti azeri si mobilitarono per distruggere il confine sovietico con l'Iran per fuggire dalla zona e incontrare gli azeri stanziati nel nord dell'Iran. Tale atto venne denunciato con rabbia dalla leadership sovietica e i media centrali accusarono gli azeri di "abbracciare il fondamentalismo islamico". Nel gennaio 1990, il Soviet Supremo della RSSA di Naxçıvan emise una dichiarazione nella quale affermava l'intenzione di Naxçıvan di separarsi dall'Unione Sovietica come segno di protesta contro le azioni del governo centrale durante il gennaio nero. Fu il primo territorio dell'URSS a dichiarare la propria indipendenza, precedendo la Lituania di quasi 2 mesi. 
Heydər Əliyev, futuro presidente dell'Azerbaigian, tornò nella sua città natale di Naxçıvan nell'autunno cdl 1990, dopo essere stato estromesso dalla sua posizione nel Politburo del Comitato Centrale del PCUS da Michail Gorbačëv nel 1987. Poco dopo essere tornato a Naxçıvan, Əliyev venne eletto al Soviet Supremo con una netta maggioranza. Successivamente Əliyev si dimise dal Partito Comunista dell'Unione Sovietica e, dopo il fallito putsch di agosto del 1991, chiese la completa indipendenza dell'Azerbaigian, denunciando Ayaz Mütallibov di aver appoggiato il colpo di Stato. Alla fine del 1991, Əliyev consolidò il suo potere come presidente del Soviet Supremo di Naxçıvan e affermò la quasi totale indipendenza di Naxçıvan da Baku.
Il 19 novembre 1990, la RSSA divenne la Repubblica Autonoma di Naxçıvan all'interno della Repubblica dell'Azerbaigian.

## Commemorazione
Nel 2008, la Banca centrale dell'Azerbaigian ha coniato un paio di monete commemorative in oro e argento per l'85º anniversario della nascita della Repubblica Socialista Sovietica Autonoma di Naxçıvan.